# Passen (Kartenspiele)
Passen ist ein Begriff aus Kartenspielen. Damit wird ein Spielzug angezeigt 
- in dem der Spieler nicht agieren möchte (Poker, Skat, Schwimmen (Kartenspiel)),
- er einem anderen Spieler die Wahl überlassen will (Schieber beim Jassen, Doppelkopf)[1]
- einfach nicht weiter spielen kann (Uno) oder
- bei dem der Spieler während des Lizits im Bridge das Gebot Pass abgibt.

## Poker
Beim Poker nennt man das Passen Check bzw. checken und kann auch durch zweifaches Klopfen mit der Hand oder dem  Zeigefinger angezeigt werden. Ein Check besagt, dass ein Spieler seinen Einsatz nicht erhöhen will und dennoch weiter in der Runde bleiben möchte; wenn alle Spieler checken geht das Spiel ohne Erhöhung des Pots weiter. Des Weiteren kann auch das Wegwerfen bzw. das Zurückgeben (Fold) der Handkarten als Passen bezeichnet werden.

## Jassen
Beim Jassen kann nur beim Schieber gepasst werden. Wenn man selbst keine Wahl treffen will bzw. keine logische aus seinen Karten treffen kann, so kann man passen bzw. schieben; so kann der Mitspieler eine Wahl treffen.

## Bridge
Beim Bridge ist Pass eine der möglichen Ansagen, die beim Lizit gemacht werden können. Das Abgeben des Gebotes Pass, genannt passen, ist im Lizit zu jedem Zeitpunkt möglich; es gibt jedoch Gebote, die dem Partner ein Passen „verbieten“, solche Gebote nennt man forcierende (zwingende) Gebote. Gepasst wird meistens dann, wenn das Blatt für eine Ansage zu schwach ist oder man mit dem gebotenen Kontrakt einverstanden ist. Es gibt auch ein forcierendes Pass auf einen vom Gegner angesagten Kontrakt, das den Partner zwingt, in der vereinbarten Atoutfarbe über Gegners Kontrakt zu bieten oder zu kontrieren. Haben drei Spieler nacheinander gepasst, endet das Lizit, und der erreichte Kontrakt wird gespielt. Beginnt das Lizit jedoch mit drei Pass, so darf der vierte Spieler noch ein Gebot abgeben. Passt auch dieser, endet das Lizit, man nennt die Partie durchgepasst, und es wird neu geteilt.

## Skat
Will ein Spieler beim Skat nicht spielen oder kann er nicht weiter reizen, so muss er passen und einem anderen Spieler das Spiel überlassen.